# Премия Ассоциации музыкальных критиков Северной Америки за лучшую новую оперу
Премия Ассоциации музыкальных критиков Северной Америки за лучшую новую оперу (англ. The Music Critics Association of America (MCANA) Award for Best New Opera) — ежегодная премия, присуждаемая композиторам и либреттистам.
На церемонии вручения награды в 2017 году Ассоциация заявила, что данный приз «признаёт музыкальное и театральное мастерство и он будет ежегодно вручаться полностью поставленному произведению, мировая премьера которого состоялась в предыдущем календарном году».

## Обладатели премии
| Год  | Опера              | Композитор или либреттист      | Финалисты | Примечания |
| ---- | ------------------ | ------------------------------ | --- | ---------- |
| 2017 | «Рассекая волны»   | Мисси Маццоли и Ройс Ваврек    | - «Анатомический театр» – Дэвид Лэнг и Марк Дион - «Попутчики» – Грегори Спирс и Грег Пирс                                                                 | [ 2 ]      |
| 2018 | «Пробуждённый мир» | Девид Херцберг                 | - «Ужин в восемь» – Уильям Болком и Марк Кэмпбелл - «(Р)еволюция Стива Джобса» – Мейсон Бейтс и Марк Кэмпбелл - «Война миров» – Энни Госфилд и Юваль Шарон | [ 3 ]      |
| 2019 | «призма»           | Эллен Рид и Рокси Перкинс      | - «Американский солдат» – Хуан Руо и Дэвид Генри Хван - «Доказывая» – Мисси Маццоли и Ройс Ваврек                                                          | [ 4 ]      |
| 2020 | «Blue»             | Жанин Тесори и Тэзвелл Томпсон | - «Огонь, заключённый в моих костях» – Теренс Бланшар и Кейси Леммонс - «узник государства» – Дэвид Лэнг                                                   | [ 5 ]      |